# Powerplay
Powerplay is de benaming in het ijshockey voor een numeriek overwicht, veroorzaakt door een penalty van de tegenpartij. In het Nederlands wordt powerplay vaak aangeduid als een man-meer-situatie en wordt soms ook gebruikt door sportverslaggevers in andere sporten. In een powerplay is de tegenstander short-handed en zijn ze bezig aan een penalty kill.
Een team kan alleen een powerplay krijgen als de tegenstander een penalty heeft gekregen. Soms wordt het op de tv-schermen ook aangeduid als 5-on-4. Op een strafbank kunnen twee spelers per team zitten, dus het is ook mogelijk om een tweemanspowerplay (ook wel aangeduid als 5-on-3 of ''two-man advantage'' op tv-schermen) te krijgen. Meer dan dat is niet mogelijk. Een eventuele 3e straf gaat pas in nadat de tijd van een eerdere straf verstreken is. Als een team de doelverdediger van het ijs haalt om een extra aanvaller in te zetten, is er geen sprake van een powerplay. Stel, team A heeft een man minder op het ijs en haalt de doelverdediger eraf voor een veldspeler, dan zal een eventueel doelpunt tellen als short-handed goal. Stel, team B zou door het lege doel een empty net goal scoren, dan telt dit als powerplay goal. Tijdens een overtime betekent powerplay een man extra voor het team waarop een overtreding is begaan omdat er minimaal 3 veldspelers moeten spelen (behalve in de playoffs waar men 5 tegen 5 speelt).
Als een speler van team A een 2 minuten minor penalty heeft gekregen, krijgt team B een twee minuten durende powerplay. Deze stopt zodra de penalty is afgelopen of als team B heeft gescoord. Als team A scoort, heeft het geen gevolg op de straf. Als er een double minor penalty wordt gegeven, vervalt er 1 straf. Stel, er zijn van de 4:00 minuten nog 3:05 over, dan vervalt 1:05. Stel, er is nog 1:20 over dan is de volledige straf afgelopen.
Bij een 5 minuten major penalty is de straf continu, een doelpunt maakt dan geen einde aan de penalty. Als een speler een (game) misconduct krijgt, hij wordt dan van het ijs gestuurd, treedt er geen powerplay in werking. Soms komt er bij een misconduct penalty wel een extra minor penalty bij, wat wel tot een powerplay leidt. Onder IIHF-reglementen volgt bij veel major penalties ook een game misconduct. Krijgt een speler een "match penalty" (bij opzettelijke poging tot verwonding bijvoorbeeld), dan wordt de betreffende speler van het ijs gestuurd en is er bovendien een 5 minuten powerplay die wordt uitgezeten door een andere speler van het team.
Bij een powerplaysituatie zal het team met het numerieke overwicht veel op de aanval spelen, het short-handed team zit meestal in de verdrukking. Teams hebben speciale powerplay en penalty kill tactieken. Dit worden de speciale teams genoemd. Op penalty kill is icing toegestaan.
Doordat bij een powerplay het aanvallende team de overhand heeft, worden bij andere sporten een constante druk van één partij soms ook een powerplaysituatie genoemd.